# Salzach
Salzach (česky Salice) je řeka v Rakousku (Salcbursko) a částečně také na státní hranici s Německem (Bavorsko). Má délku 225 km. Povodí má rozlohu 6800 km².

## Průběh toku
Pramení v Kitzbühelských Alpách, teče na východ salcburským krajem Pinzgau v podlouhlé horské dolině mezi Kitzbühelskými Alpami a Vysokými Taury. U Lendu se stáčí prudce k severu do kraje Pongau. Teče přes Salcburské Alpy do Bavorské vysočiny. Protéká městy St. Johann im Pongau, Bischofshofen, Hallein, Salcburk. Poté tvoří v délce 60 km rakousko-německou hranici. Pod německým městem Burghausen ústí zprava do Innu (povodí Dunaje), jehož je největším přítokem.

### Přítoky
Řeka pramení sice v neledovcovém pohoří, od jihu však přijímá řadu přítoků vytékajících z ledovců a ty ji dávají charakter a vodnatost ledovcové řeky. Nejznámější z těchto přítoků je Krimmler Ache, na níž se nalézají nejvyšší rakouské vodopády – Krimmler Fälle. Zcela největším přítokem je řeka Saalach, která ústí pod Salcburkem.

## Vodní režim
Zdroj vody je sněhovo-dešťový. V létě dochází k povodním, zatímco v zimě voda opadá. Průměrný průtok vody v ústí činí 260 m³/s, maximální 2500 až 2900 m³/s.

## Využití
Vodní doprava je možná do Halleinu. Na řece bylo vybudováno několik vodních elektráren.

### Vodácké sporty
Salzach je jednou z nejoblíbenějších rakouských vodáckých řek. Sjízdná je od říčního kilometru 217 (soutok s Krimmler Ache). Prvních 6 km má obtížnost WW III, potom z Rosentalu až do Griesu WW I, po Griesem je nesjízdný jez Eschenau, úsek Taxenbach – Pass Lueg má obtížnost WW II-III (s výjimkou kataraktu a elektrárny ve Schwarzachu WW III-IV, hydroelektrárny též v okolí Bischofshofenu). Následuje průjezd soutěskou Salzachöfen. Třicet metrů široká řeka se zde najednou zúží do desetimetrového tunelu, vytvářejí se v ní víry a boční vlny, nejobtížnější místo v závěru soutěsky má název Podkova (WW V+). Poprvé byla soutěska sjeta roku 1931 a dodnes ji jezdí jen experti za ideálního stavu vody. Od Salzachöfen se dá jet po řece dalších devadesát kilometrů, ale ta už jen hladce plyne přes města Hallein a Salcburk do řeky Inn.